# Ctenus minor
Ctenus minor is een spinnensoort in de taxonomische indeling van de kamspinnen (Ctenidae).
Het dier behoort tot het geslacht Ctenus. De wetenschappelijke naam van de soort werd voor het eerst geldig gepubliceerd in 1897 door Frederick Octavius Pickard-Cambridge.